# RS Jigtec
RS Jigtec war ein von Robert Turnock und Susan Pearson gegründetes Unternehmen und britischer Hersteller von Automobilen.

## Unternehmensgeschichte
Robert Turnock und Susan Pearson gründeten am 29. Juni 2002 das Unternehmen in Birmingham in der Grafschaft West Midlands. Sie begannen mit der Produktion von Automobilen und Kits. Der Markenname lautete u. a. RS Jigtec. 2003 oder 2005 endete die Produktion. Am 18. Februar 2006 wurde das Unternehmen aufgelöst.

## Fahrzeuge
Das einzige Modell, das nachweislich unter der Marke RS Jigtec angeboten wurde, war der Trackstar. Zwei Quellen geben an, dass die Produktion bereits 2001 begann, also vor der Gründung des Unternehmens. Dies war ein zweisitziger Roadster. Die vorderen Kotflügel waren mitlenkend ausgelegt. 2003 endete die Produktion dieses Modells. Windmoor Motor Traction unter Leitung von Leonard John Swan übernahm 2005 das Projekt und gab es seinerseits 2006 ab. Zusammen fertigten sie etwa sechs Fahrzeuge.
Das Modell Snake wurde von Sports Power Drive übernommen. Dies war ein Roadster im Stil des Lotus Seven. Cradley Motor Works setzte die Produktion von 2003 bis 2008 fort. Insgesamt entstanden etwa acht Exemplare.
Der gleiche Vorgang mit Übernahme von Sports Power Drive und Weitergabe an Cradley Motor Works spielte sich beim Modell SPD 200 ab. Dies war die Nachbildung des Ford RS 200. Dieses Modell fand von 2000 bis 2008 etwa 15 Käufer.
2003 oder von 2004 bis 2005 stellte das Unternehmen Fahrzeuge der Marke Lomax her.